# World End Syndrome
World End Syndrome (ワールドエンド・シンドローム?, Wārudoendo shindorōmu) è una visual novel del 2018 prodotta dallo studio giapponese Toybox e pubblicata da Arc System Works per PlayStation 4, PlayStation Vita e Nintendo Switch.

## Trama
Il protagonista si ritrova su un treno, addormentato. 
Svegliato da una ragazza di nome Yukino Otonashi, si rende conto di essere in viaggio per Mihate Town. 
Il ragazzo però sembra essere molto stordito e confuso: ci mette diverso tempo persino per presentarsi a Yukino.
Una volta arrivato in città, il protagonista si ambienterà in fretta, ma una serie di strani e misteriosi eventi si susseguiranno in quello che, almeno apparentemente, sembra essere solamente un tranquillo paesino ai confini del mondo.

## Doppiaggio
- Shiori Izawa – Miu Amana
- Yoshitaka Yamaya – Kensuke Asagi
- Mitsuki Nakae – Saya Kamishiro
- Hisako Tōjō – Maimi Kusunose
- Ibuki Kido – Rei Nikaidō / Hanako Yamada
- Shizuka Itō – Yukino Otonashi
- Manami Numakura – Kaori Yamashiro
- Maya Yoshioka – Kokona Morikawa